# Guillermo Ruggeri
Guillermo Manuel Ruggeri Gutila (* 26. März 1992 in Maipú) ist ein argentinischer Hürdenläufer, der sich auf die 400-Meter-Distanz spezialisiert hat und zu Beginn seiner Karriere im Zehnkampf an den Start ging.

## Sportliche Laufbahn
Erste Erfahrungen bei internationalen Meisterschaften sammelte Guillermo Ruggeri im Jahr 2011, als er bei den Panamerikanischen Juniorenmeisterschaften in Miramar mit 7118 Punkten die Bronzemedaille gewann, wie auch bei den anschließend in Medellín stattfindenden Juniorensüdamerikameisterschaften mit 6880 Punkten. Im Jahr darauf belegte er bei den Ibero-Amerikanischen Meisterschaften in Barquisimeto mit 6853 Punkten den siebten Platz und siegte anschließend mit 7203 Punkten bei den U23-Südamerikameisterschaften in São Paulo. 2014 nahm er an den Südamerikaspielen in Santiago de Chile teil und gewann dort mit 7298 Punkten die Bronzemedaille hinter dem Brasilianer Luiz Alberto de Araújo und Gonzalo Barroilhet aus Chile und auch bei den anschließenden Ibero-Amerikanischen Meisterschaften in São Paulo gewann er mit 7274 Punkten Bronze, diesmal hinter dem Brasilianer Felipe dos Santos und Jorge Ureña aus Spanien. Anfang Oktober musste er sich dann bei den U23-Südamerikameisterschaften in Montevideo mit 6887 Punkten nur dem Brasilianer Renato dos Santos geschlagen geben. 2016 klassierte er sich bei den Ibero-Amerikanischen Meisterschaften in Rio de Janeiro mit 6305 Punkten auf dem fünften Platz und entschied dann, sich auf den Hürdenlauf zu konzentrieren.
2017 siegte er bei den Südamerikameisterschaften in Luque auf Anhieb mit neuem Landesrekord von 49,72 s und mit der argentinischen 4-mal-400-Meter-Staffel belegte er in 3:13,96 min den fünften Platz. Damit qualifizierte er sich für die Weltmeisterschaften in London, bei denen er das Halbfinale erreichte und dort disqualifiziert wurde. Anschließend nahm er an der Sommer-Universiade in Taipeh teil und schied dort mit 50,54 s im Halbfinale aus und verpasste mit der 4-mal-100-Meter-Staffel mit 40,83 s den Finaleinzug. Im Jahr darauf nahm er erneut an den Südamerikaspielen in Cochabamba teil und siegte dort mit neuem Spiele- und Landesrekord von 49,28 s und belegte anschließend bei den Ibero-Amerikanischen Meisterschaften in Trujillo in 50,54 s den sechsten Platz. 2019 gewann er bei den Südamerikameisterschaften in Lima in 50,20 s die Bronzemedaille hinter dem Brasilianer Alison dos Santos und Alfredo Sepúlveda aus Chile und anschließend wurde er bei den Panamerikanischen Spielen ebendort mit 49,55 s Fünfter. Auch bei den Südamerikameisterschaften 2021 in Guayaquil klassierte er sich mit 51,88 s auf dem fünften Platz.
In den Jahren von 2018 bis 2020 wurde Ruggeri argentinischer Meister im 400-Meter-Hürdenlauf. 2014 wurde er Landesmeister im Weitsprung und über 110 m Hürden sowie im 200-Meter-Lauf.

## Persönliche Bestzeiten
- 200 Meter: 21,38 s (0,0 m/s), 9. März 2013 in Buenos Aires
- 110 m Hürden: 14,25 s (+0,6 m/s), 18. Juni 2011 in Santa Fe
- 400 m Hürden: 49,28 s, 7. Juni 2018 in Cochabamba (argentinischer Rekord)
- Weitsprung: 7,17 m (−0,1 m/s), 26. September 2015 in Buenos Aires
- Zehnkampf: 7498 Punkte, 13. Dezember 2015 in Mar del Plata